# 4155 Watanabe
A 4155 Watanabe (ideiglenes jelöléssel 1987 UB1) a Naprendszer kisbolygóövében található aszteroida. Ueda Szeidzsi és Kaneda Hirosi fedezte fel 1987. október 25-én.